# Tine Stange

Tine Stange (n. 14 mai 1986, la Tønsberg) este o jucătoare de handbal din Norvegia care evoluează ca apărătoare. Actualmente, ea joacă pentru campioana Larvik HK și pentru echipa națională a Norvegiei.
Stange și-a făcut debutul în naționala Norvegiei în 2007. Până pe data de 24 februarie 2012, ea jucase 44 de meciuri pentru echipa de senioare a Norvegiei, în care înscrisese 62 de goluri.
În total, Tine Stange a jucat 24 de meciuri pentru echipa de junioare a Norvegiei, în care a înscris 50 de goluri, și 1 meci pentru echipa de tineret a Norvegiei, în care a înscris 1 gol.